# New Divide
«New Divide» –en español: «Nueva división»– es un sencillo promocional de Linkin Park de la banda sonora de la película Transformers: la venganza de los caídos al igual que hicieron con su predecesora What I've Done. La letra fue escrita por Chester Bennington y Mike Shinoda, ambos vocalistas de la banda.

## Lanzamiento
Brad Delson, guitarrista principal de Linkin Park, dijo lo siguiente acerca de la canción:
"Cuando Michael Bay nos pidió que contribuyéramos con la música de la nueva película de Transformers, fue todo un honor. Sentíamos que What I've Done había encajado genial en la primera película, y estábamos impacientes de conseguir otra canción que capturase la esencia de la energía de ver robots destruyendo a otros robots. Nuestro único problema era que esa canción no existía.
Así que, en las siguientes siete semanas, nos embarcamos en la ambiciosa aventura de crear una pieza desde cero, que representara no solo la banda, sino una multimillonaria película internacional. Y no fue fácil. Los “huesos” de esta particular canción aparecieron rápidamente, lo peor como casi siempre fueron los detalles.

Al final del proceso, y tras un espectacular trabajo en equipo, completamos nuestra meta. El resultado es una historia de 4 minutos y medio una parte clásica de LP, dos partes de electrónica y una parte de mecánica. Nosotros simplemente lo llamamos New Divide"

## Datos
- New Divide tuvo su estreno en la radio KROQ de Estados Unidos a las 5:00 PM (Hora del pacífico), a las 8 PM en Reino Unido y a las 3:45 PM (Hora del este) en la página oficial de Linkin Park.
- La canción se puede ordenar en formato digital en iTunes desde el 18 de mayo y desde el 23 de mayo se puede conseguir en formato físico la banda sonora oficial en las tiendas.
- El videoclip de New Divide está dirigido por el dj de la banda, Joe Hahn y cuenta con “las últimas técnicas visuales”, fundiendo su actuación con algún tipo de realidad digital/mecánica. Al parecer Joe Hahn no ha querido darles muchos más detalles.[actualizar]
- El Sencillo en CD aparentemente traerá la versión instrumental de New Divide y una versión a cappella.[actualizar]
- El videoclip fue filmado con un escenario de un desierto de Egipto y tuvo escenas de la película Transformers: La venganza de los caídos.
- Antes del 18 de mayo (fecha de lanzamiento del sencillo) se filtró un instrumental falso por Internet que si bien tenía un poco parecido no era el original, esto ya les había pasado antes con el disco Minutes to Midnight.
- El videoclip se lanzó el 12 de junio en Facebook y Myspace de la banda.[2]
- Dave Farrell (Bajista) no aparece en el video ya que en el día de la filmación del video tuvo un dolor en la muñeca.
- Rob Bourdon (Baterista) aparece en el video con una camiseta que dice "Destroy Monsters"
- En dos ocasiones, "New Divide" fue usada como tema inicial en un concierto, con una nueva intro. Esas ocasiones ocurrieron el 23 de junio de 2011 en la premier de la película Transformers: el lado oscuro de la luna en Moscú y el 25 de septiembre del mismo año en Singapur.
- New Divide, al igual que la canción Easier to Run, fueron utilizadas en algunos episodios de la teleserie chilena Corazón Rebelde.

## Lista de temas
Versión del CD

Todas las canciones escritas y compuestas por Linkin Park. 
| N.º | Título                      | Duración |  |
| 1.  | «New Divide»                | 4:28     |  |
| 2.  | «New Divide» (instrumental) | 4:29     |  |
| 3.  | «New Divide» (a cappella)   | 3:56     |  |

Versión Digital

| N.º | Título       | Duración |  |
| 1.  | «New Divide» | 4:29     |  |

## Músicos
- Chester Bennington: voz
- Rob Bourdon: batería
- Brad Delson: guitarras
- Joe Hahn: samplers
- Mike Shinoda: tastiera, voz, sintetizador
- Dave Farrell: bajo

## Posicionamiento
Debutó en el Billboard Hot 100 en el puesto n.º 6 siendo el debut más alto de Linkin Park hasta la fecha, es también una de las tres canciones de Linkin Park en alcanzar el top 10 junto a In The End y What I've Done con puestos n.º 2 y n.º 5 respectivamente. También es, junto a "What I've Done" y "Speed of Sound" de Coldplay, las únicas canciones que debutaron en el Top 10 del Hot 100 y Modern Rock Chart de Billboard al mismo tiempo.
| Listas (2009)                         | Posiciones |
| ------------------------------------- | ---------- |
| Canadian Hot 100                      | 3          |
| Finnish Singles Chart                 | 3          |
| New Zealand Singles Chart             | 2          |
| Swedish Singles Chart                 | 8          |
| U.S. Billboard Hot 100                | 6          |
| U.S. Billboard Modern Rock Tracks     | 1          |
| U.S. Billboard Mainstream Rock Tracks | 1          |